# Munka és Szociális Igazság Párt
A Munka és Szociális Igazság Párt – Választási Alternatíva (németül
Arbeit und soziale Gerechtigkeit – Die Wahlalternative, WASG) párt volt Németországban, amelyet 2005-ben alapítottak az akkor kormányzó SPD-Szövetség ’90/Zöldek koalíciót elhagyó politikusok. Első kongresszusát 2005. május 6-a és 8-a közt tartotta. 
A WASG és a Baloldali Párt.PDS 2007. június 16-án összeolvadt, így megalakulva a Baloldali Párt.
A párt színe a narancssárga volt. A WASG-nak 2005 októberében 11 000 tagja volt. Központja Fürthben volt.
A WASG a „neoliberális konszenzus” ellenfelének mondta magát, amelynek szerintük a baloldali SPD és a konzervatív pártok (CDU/CSU) egyaránt a hívei. Ellenezték a szociális kiadások megkurtítását, miközben a módos németek szerintük túl kedvezően adóznak.
A párt megalakulásának hónapjaiban nagy sajtónyilvánosságot kapott, köszönhetően többek közt annak is, hogy 2005. június 18-án csatlakozott hozzá Oskar Lafontaine is, az SPD korábbi nagy alakja. Az ő befolyásának is köszönhető, hogy a WASG már 2005. június 10-én választási együttműködésről állapodott meg a Baloldali Párttal (PDS), a keletnémet állampárt utódjával. Az együttműködés 8,7%-ot kapott a 2005. szeptemberi választásokon.

## Külső hivatkozások
- Alternatív Gazdaságpolitikai Munkacsoport, németül Archiválva 2021. június 30-i dátummal a Wayback Machine-ben
- WASG honlap Észak-Rajna-Westphaliában, németül
- Jürgen Klute lelkész, az Észak-Rajna-Westphaliai választások WASG-jelöltje, honlapja, németül